# 上坂冬子
上坂 冬子（かみさか ふゆこ、1930年6月10日 - 2009年4月14日）は、日本のノンフィクション作家。本名、丹羽 ヨシコ（にわ - ）。

## 略歴
東京府生まれ。父は警察官で、特別高等警察に勤務していた。弟は、元河合塾教育本部長の丹羽健夫である。
永田町小学校（現麹町小学校）を経て、愛知県立豊田東高等学校卒業。1949年にトヨタ自動車工業（現：トヨタ自動車）入社。在職中の1959年、『職場の群像』で第1回中央公論社思想の科学新人賞を受賞したことを機に文筆活動を開始。以後ノンフィクション作家として執筆活動に専念する。
初期には婦人問題に関する評論を、その後昭和史・戦後史にまつわるノンフィクションを多く手掛けた。1993年には第41回菊池寛賞、第9回正論大賞を受賞。1997年、『原発を見に行こう』で第17回エネルギーフォーラム賞普及啓発賞を受賞した。 
「SAPIO」や「正論」といった保守系論壇誌において靖国神社問題に関する発言を活発に行なった。左派的とされる思想の科学研究会会員でありつつ保守的な論陣を張ることが多く、上坂を見出した同研究会のリーダー鶴見俊輔とは対極の立場でもあったが、鶴見は上坂を高く評価しており、死去と前後して鶴見との対談本『対論・異色昭和史』が出版されている。
若い頃の失恋体験から生涯独身を通し、倹約してアパートを建て、やがて4階建てのマンションを建ててテナントを入れ、自らは最上階を専有し、経済的な心配がなくなってから心置きなく執筆活動に打ち込んだ。
2003年に『「北方領土」上陸記』を出版し、翌2004年には本籍地を国後島へ移した。
2009年4月14日9時50分、肝不全のため東京都港区の東京慈恵会医大病院で死去。78歳没。

## 発言
靖国神社問題を解決すべく設立された内閣官房長官の諮問機関「追悼・平和祈念のための記念碑等施設の在り方を考える懇談会」の委員として報告書を提出。「追悼・平和祈念を行うための国立の無宗教の恒久的施設が必要と考えるが、最終的には政府の責任で判断されるべきだ」との意見に賛成した（反対委員は坂本多加雄のみ）。
河野談話に関して1993年9月2日の『産経新聞』朝刊「正論」欄に寄稿。同年8月23日に細川護熙首相が述べた「日本が侵略戦争を行った」という発言に関して「何と粗雑にして迂闊な発言であろうか」と批判し、細川発言との比較で宮澤改造内閣官房長官河野洋平の従軍慰安婦に関する談話を引き合いに出して「近年、稀にみる名文といってよい。相手方のささくれ立った気をしずめ、同時にこちらとして外せないポイントだけはさりげなく押さえて、見事な和解にこぎつけている」と評価した。

## 出演番組
- 上坂冬子の日本レポート（TBSラジオ）

## 著書
- 『職場の群像 私の戦後史』（中央公論社 1959年、のち中公文庫）
- 『日本を見つめる 私の社会探訪』（未來社 1962年）
- 『私のBG論』（三一新書 1963年）
- 『オフィスの中の人生論 女子社員への生活ガイド』（サンケイ新聞出版局 1965年）
- 『若いBGの生き方』（三一新書 1966年）
- 『楽しいBG講座 おつとめのコツ教えます』（集英社（コンパクト・ブックス） 1966年）
- 『結婚するあなたへ』（三秀書房 1967年）
- 『考えましょうもう一度』（番町書房 1967年）
- 『新良妻賢母講座 夫のねうち妻のねうち』（文研出版 1968年）
- 『何とかしなくちゃ』（講談社 1969年、のち文春文庫）-TBSでドラマ化（1970年）
- 『レディー・パワー時代の青春の生き方』（講談社 1969年）
- 『12人家族ここにあり』（講談社 1971年）
- 『イキのいい人生を』（講談社 1972年）
- 『OL行動学入門 OLよ、その生活をやり直せ』（主婦の友社 1972年）
- 『銀座ゆうゆう人生 こんな快人物みつけた』（講談社 1973年、のち文春文庫）
- 『続 銀座ゆうゆう人生』（講談社 1974年）
- 『おんなの世渡り』（文藝春秋 1974年 のち文春文庫）
- 『それでも私は結婚したい 体験的“売れ残らないため"の秘訣』（主婦と生活社 1974年）
- 『おんなが独立するとき』（日本生産性本部（JPC選書） 1975年）
- 『みごとな女たち 上坂冬子の同性研究』（PHP研究所 1975年）
- 『私ひとりのウーマンリブ』（光風社書店 1976年）
- 『意中の男』（主婦の友社 1976年）
- 『おんなの一人旅』（文藝春秋 1976年、のち文春文庫）
- 『お母さんは不思議な力がある 気がつかないその影響力の秘密』（青春出版社 1977年）　「この人・この母」（改題、講談社文庫）
- 『特赦─東京ローズの虚像と実像』（文藝春秋 1978年）　「東京ローズ」（改題、中公文庫）
- 『生体解剖─九州大学医学部事件』（毎日新聞社 1979年、のち中公文庫）
- 『伊作とその娘たち』（鎌倉書房 1979年）　「愛と反逆の娘たち」（改題、中公文庫）
- 『ちょっと素敵な女の考え方 幸福は待っていてもやってこない』（青春出版社 1979年）
- 『心ひかれた男たち 男子に本懐を聞く』（PHP研究所 1980年）
- 『巣鴨プリズン13号鉄扉』（新潮社 1981年、のち新潮文庫、中公文庫）
- 『慶州ナザレ園 忘れられた日本人妻たち』（中央公論社 1982、のち中公文庫）
- 『遺された妻 横浜裁判BC級戦犯秘録』（中央公論社 1983年、のち中公文庫）
- 『男装の麗人・川島芳子伝』（文藝春秋 1984年、のち文春文庫）
- 『一度は有る事』（中央公論社 1984年、のち中公文庫）TBS『テレビ小説』でドラマ化（1984）
- 『女の胸算用』（中央公論社 1984年、のち中公文庫）
- 『おばあちゃんのユタ日報』（文藝春秋 1985年、のち文春文庫）
- 『ひとり暮らしの味かげん』（海竜社 1986年）
- 『貝になった男 直江津捕虜収容所事件』（文藝春秋 1986年、のち文春文庫）
- 『奄美の原爆乙女』（中央公論社 1987年）　「女たちの数え歌」（改題、中公文庫）
- 『宰相夫人の昭和史』（文藝春秋 1988年、のち文春文庫）
- 『生き残った人びと』（文藝春秋 1989年、のち文春文庫）
- 『女が振り返る昭和の歴史』（中央公論社 1989年）　「伝わらなかった真実」（改題、中公文庫）
- 『おんなの時代の政治談義』（読売新聞社 1990年）
- 『ひとりで暮らす、ひとりで生きる』（講談社 1991年、のち+α文庫）
- 『財界のミセスたち』（講談社 1992年 のち+α文庫）
- 『思い出すだに腹が立つ 日本の偽善を糺す』（光文社（カッパ・ホームス） 1993年）
- 『硫黄島いまだ玉砕せず』（文藝春秋 1993年、のち文春文庫）（和智恒蔵）
- 『南の島のマリア 時代に挑戦した女たち』（文藝春秋 1994年、のち文春文庫）
- 『老いの周辺』（文藝春秋 1994年）
- 『ハル・ライシャワー』（講談社 1994年、のち+α文庫）
- 『償いは済んでいる―忘れられた戦犯と遺族の五十年』（講談社 1995年、のち+α文庫）
- 『腹立ち日記』（小学館 1995年）
- 『三つの祖国 満州に嫁いだ日系アメリカ人』（中央公論社 1996年、のち中公文庫）
- 『原発を見に行こう アジア八ヵ国の現場を訪ねて』（講談社 1996年）　「アジア・エネルギー事情」(改題、講談社+α文庫）
- 『歴史はねじまげられない』（講談社 1997年）
- 『時には辛口』（小学館 1997年）
- 『南の祖国に生きて インドネシア残留日本兵とその子供たち』（文藝春秋 1997年）
- 『この人、午後のもてなし』（講談社 1998年）
- 『揚輝荘、アジアに開いた窓 選ばれた留学生の館』（講談社 1998年）
- 『ひとりの生き方、ふたりの生き方 （青木玉共著、講談社 1999年）
- 『我は苦難の道を行く―汪兆銘の真実』（講談社 1999年、のち文春文庫）
- 『あえて押します横車』（集英社 2000年、のち集英社文庫）
- 『抗老期 体力・気力・記憶力と闘う』（講談社+α新書 2000年）
- 『虎口の総統 李登輝とその妻』（講談社 2001年、のち文春文庫）
- 『上坂冬子の上機嫌不機嫌』（海竜社 2002年、のち集英社文庫）
- 『日本はそんなに悪い国なのか』（PHP研究所 2003年、のちPHP文庫）
- 『「北方領土」上陸記』（文藝春秋 2003年、のち文春文庫）
- 『私の人生私の昭和史』（集英社 2004年、のち集英社文庫）
- 『ほんとうは、どうなの? 原子力問題のウソ・マコト』（PHP研究所 2005年）
- 『戦争を知らない人のための靖国問題』（文春新書、2006年）
- 『教育の忘れもの 東京の学生寮・和敬塾』（集英社 2006年）
- 『人間のけじめ』（海竜社 2006年）
- 『これでは愛国心が持てない』（文春新書 2007年）
- 『これでいいのか日本戦後60年の失敗』（大和書房 2007年）
- 『ときめき老後術 ひとり暮らしの骨董ざんまい』（海竜社 2007年）
- 『政治経済より人間力 松下政経塾は何をするところか』（PHP研究所 2008年）
- 『上坂冬子の老いの一喝』（産経新聞出版 2009年）
- 『死ぬという大仕事』（小学館 2009年）

### 共著編
- 『BG学ノート』（志賀寛子、加藤尚文共著、三一新書 1961年）
- 『なにかしたい主婦のために パートタイマー入門教室』（編、ダイヤモンド社 1968年）
- 『若い女性への手紙』（編、ダイヤモンド社 1968年）
- 『美しく強く生きる本』（坂本藤良共著、日本実業出版社 1969年）
- 『巣鴨・戦犯絞首刑 ある戦犯の獄中手記』（編、ミネルヴァ書房 1981年）
- 『大声小声』（曽野綾子共著、講談社 1992年）
- 『日本の名随筆 別巻 17 遺言』（編、作品社 1992年）
- 『大声小声もう一声』（曽野綾子共著、講談社 1993年）
- 『冬子の兵法愛子の忍法』（佐藤愛子共著、海竜社 2001年、のち文春文庫）
- 『年をとる楽しみ まぁるく生きるかトンガッて生きるか』（吉沢久子共著、清流出版 2002年）
- 『老い楽対談』（曽野綾子共著 海竜社 2009年）
- 『対論・異色昭和史』（鶴見俊輔共著、PHP研究所 2009年）

## 上坂冬子に該当する役を演じた俳優
- 島かおり：『何とかしなくちゃ』（1970年、TBS） - 役名：羽仁冬子[4]